# Micronics
Micronics (マイクロニクス Maikuronikusu) var en japansk datorspelsutvecklare under 1980- och 1990-talet. De porterade mestadels arkadspel till Nintendo Entertainment System. Liksom många spelutvecklare visade Micronics inte upp sin logotyp i sina spel, utan endast namnet på datorspelsförlaget visades.